# جيف مورو
جيف مورو (بالإنجليزية: Geoff Morrow)‏ هو ملحن وكاتب أغاني أمريكي، ولد في 16 مايو 1942 في لندن في المملكة المتحدة.